# Penisola Riiser-Larsen
La penisola Riiser-Larsen è una penisola situata nella Terra della Regina Maud, in Antartide, e in particolare tra la costa della Principessa Ragnhild, a ovest, e la costa del Principe Harald, a est, il cui confine è rappresentato proprio dall'estremità settentrionale della penisola. La penisola, che raggiunge una lunghezza in direzione nord/sud di circa 156 km per una larghezza massima di circa 80 km, e la cui costa occidentale è completamente occupata dai ghiacci della piattaforma glaciale Re Baldovino, costituisce anche la costa occidentale della baia di Lützow-Holm.

## Storia
La penisola Riiser-Larsen è stata scoperta il 21 febbraio 1931 dai capitani Hjalmar Riiser-Larsen e Nils Larsen durante un volo di ricognizione partito dalla nave Norvegia e battezzata con il suo attuale nome in onore dello stesso Riiser-Larsen.

## Important Bird Area
Grazie a immagini satellitari riprese nel 2009, è stato osservato che, in un'area del ghiaccio fisso che ricopre la parte nord orientale della baia di Lützow-Holm, nei pressi della penisola, si è stabilita una colonia di pinguini imperatore formata da circa 4 600 esemplari. Ciò ha fatto sì che un'area di circa 4,5 km² di quella zona sia stata dichiarata zona importante per l'aviofauna (in inglese: Important Bird Area).